# Hermann Ludwig von Balan

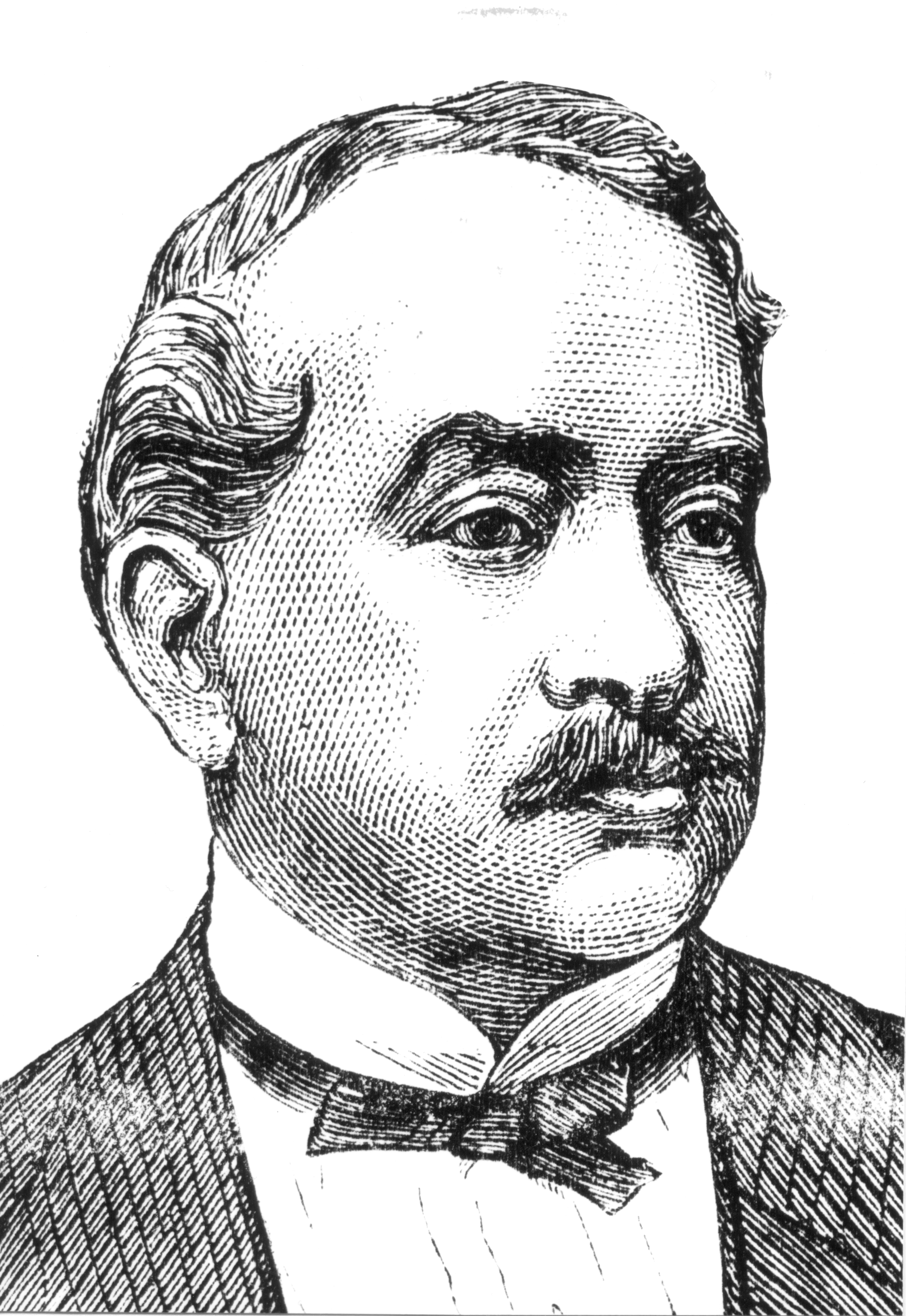
Hermann Ludwig von Balan

Hermann Ludwig Balan, ab 1859 von Balan, (* 7. März 1812 in Berlin; † 26. März 1874 in Brüssel) war ein deutscher Diplomat und Staatssekretär im Auswärtigen Amt des Deutschen Kaiserreichs. Er wurde am 7. April 1859 in den erblichen preußischen Adelstand erhoben.

## Herkunft
Seine Eltern waren der preußische Diplomat Joseph Wilhelm Balan und dessen Ehefrau Wilhelmine von Lecoq (* 9. Juli 1788; † 15. August 1853).

## Diplomatische Laufbahn
Er absolvierte zunächst von 1829 bis 1832 ein Studium der Rechtswissenschaften an der Universität zu Berlin sowie der Ruprecht-Karls-Universität Heidelberg. Nach einer kurzen Zeit als Referendar im Justizdienst von Preußen trat er 1833 in den Diplomatischen Dienst von Preußen.
Zwischen 1837 und 1841 war er Legationssekretär in Brüssel. Danach war er Hilfsarbeiter im Außenministerium, ehe er 1842 Legationsrat wurde. Als solcher trat er 1843 wie viele Adelige seiner Zeit in die Gesetzlose Gesellschaft zu Berlin ein. 1845 wurde er zum Generalkonsul in Warschau ernannt. 1846 wurde er Resident bei der damaligen freien Stadt Frankfurt am Main. und erhielt im Herbst dieses Jahres das Komturkreuz des Großherzoglich Hessischen Philippsordens. Im Jahr 1848 erfolgte seine Berufung zum Geschäftsträger in Darmstadt.
1851 erfolgte seine Ernennung zum Vortragenden Legationsrat im Außenministerium. Als solcher war er ab 1854 Leiter der Ersten Abteilung und Vorsitzender der Diplomatischen Prüfungskommission. 1858 wurde er für ein knappes Jahr außerordentlicher Gesandter und bevollmächtigter Minister in Stuttgart. 1859 wurde er in den Adelsstand erhoben.
Danach war er zwischen 1859 und 1864 preußischer Gesandter in Kopenhagen. In dieser Funktion war er Teilnehmer der Londoner Konferenz und an den Verhandlungen des Friedens von Wien am 30. Oktober 1864, der den Deutsch-Dänischen Krieg beendete.
Von 1864 bis zum 1. Januar 1871 war er außerordentlicher bevollmächtigter Minister (Botschafter) in Brüssel.

## Staatssekretär des Auswärtigen Amtes
Nach der Gründung des Deutschen Kaiserreiches am 1. Januar 1871 verblieb er als Außerordentlicher und Bevollmächtigter Botschafter in Brüssel.
Am 3. Oktober 1872 wurde er nach Berlin zurückberufen und wurde dort als Nachfolger von Hermann von Thile kommissarischer Staatssekretär im Auswärtigen Amt. Gut ein Jahr später, am 9. Oktober, 1873, folgte ihm Bernhard Ernst von Bülow in diesem Amt. Zu dieser Zeit wurde er zum Mitglied des Preußischen Herrenhauses berufen und nahm somit auch aktiv politisch an der konstitutionellen Entwicklung Preußens im liberalen Sinne teil.
Nach seinem Ausscheiden kehrte er auf seinen Botschafterposten nach Brüssel zurück, wo er wenige Monate später verstarb. Die Beisetzung fand am 2. April 1874 in Berlin statt.

## Familie
Er heiratete am 29. März 1846 Emilie Auguste Cäcilie Therese von Sybel (* 13. Juni 1825; † 24. Juni 1896) aus Düsseldorf, eine Tochter des Politikers Heinrich Ferdinand Philipp von Sybel. Das Paar hatte folgende Kinder:
- Mathilde Anna Elisabeth Amalie (* 21. Juni 1847; † 9. Oktober 1907)

⚭ 8. Januar 1870 Robert von der Heydt (1837–1877)
⚭ 5. Juli 1880 Adolf von Bülow (General, 1837)
- Max Hermann Heinrich Wilhelm (* 9. März 1849; † 4. Januar 1905), Regierungspräsident